# ماري كينيه كيلر
الأخت ماري كينيه كيلر  (بالإنجليزية: Mary Kenneth Keller)‏ (1914-1985) كانت أول امرأة أمريكية تحصل على شهادة الدكتوراه في علوم الحاسب الآلي, والتي حصلت عليها في عام 1965من جامعة ويسكونس ماديسون وكان عنوان أطروحتها «الاستدال الاستقرائي على أنماط الحاسوب».
أصبحت راهبة مع راهبات المحبة في عام 1940وفي وقت لاحق حصلت على BS في الرياضيات وحصلت على ما جستر في الرياضيات والفيزياء في جامعة ديبول ودرست أيضا في جامعة دارتموث، التي سمحت لها بالعمل في مركز العلوم الكمبيوتر (على الرغم من أنها عادة ما تكون مخصصة للرجال) حيث ساعدت في تطوير لغة الكمبيوتر BASIC.
بعد حصولها على شهادة الدكتوراه في عام 1965،أسست كيلر قسم علوم الحاسبات في كلية كلارك في ولاية ايوا، والذي أدارته لأكثر من عشرين عاما.
وحاليا أصبحت كلية كلارك لديها مركز كيلر للحاسوب وخدمات المعلومات، والذي تم تسميته بعدها والذي يوفر الحوسبة والاتصالات السلكية واللاسلكية للدعم طلاب كلية كلارك، وأعضاء هيئة التدريس، والموظفين. كما أنشأت الكلية أيضا منحت كينيث ماري كيلر لعلوم الحاسب الآلي تكريما لها.
وقد ألفت كيلر أربعة كتب عن علوم الحاسوب .